# Neuschmölln

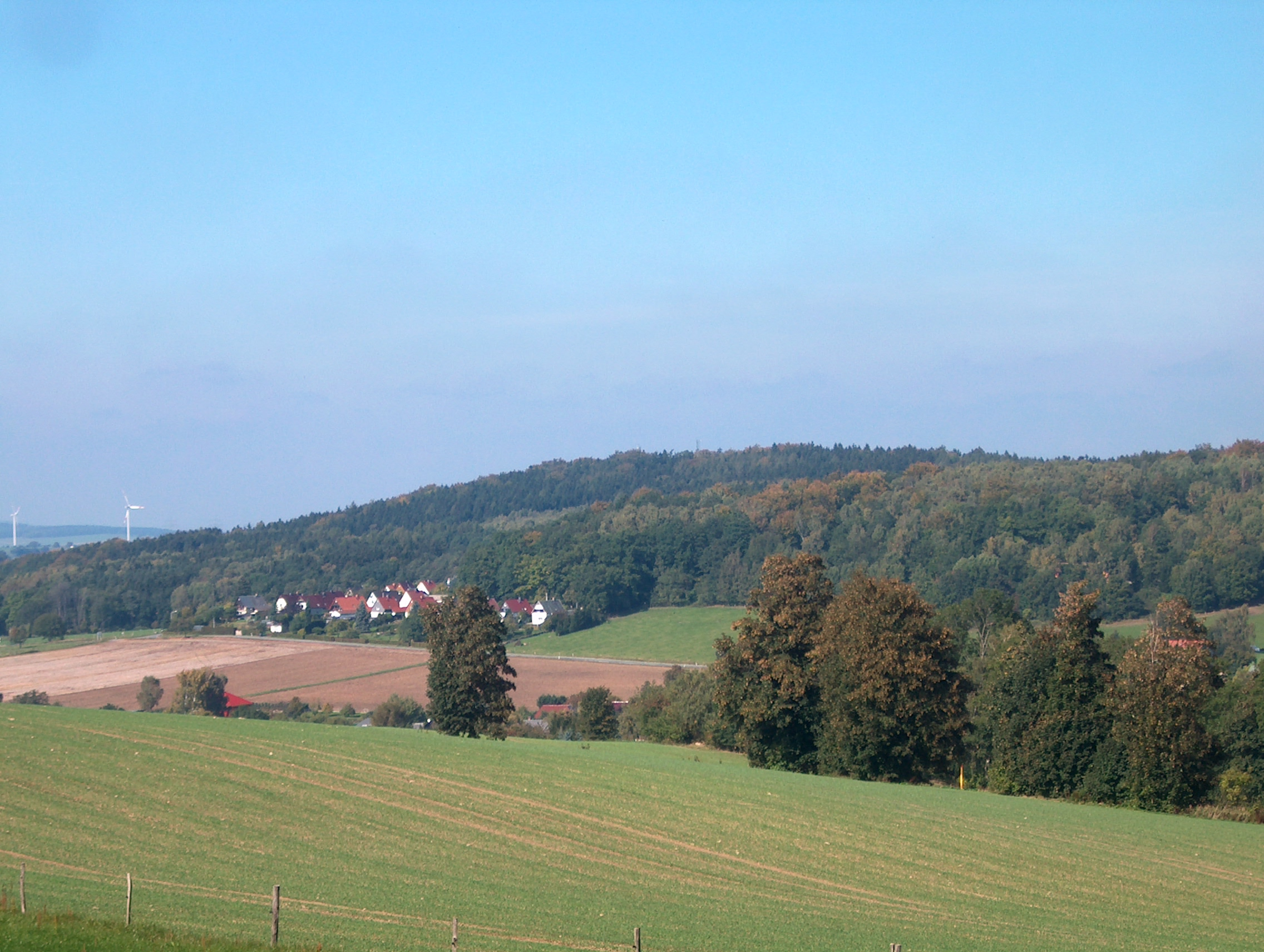
Blick auf Neuschmölln und den Klosterberg

Neuschmölln (sorbisch Nowa Smělna) ist eine Ortschaft in der Gemeinde Schmölln-Putzkau in der sächsischen Oberlausitz.  
In Neuschmölln leben ca. 100 Einwohner.

## Geographie
Die Ortschaft befindet sich im Nordwesten des Lausitzer Berglandes in naturschöner Lage am östlichen Hang des Klosterberges.
Die nächstgelegenen Städte sind Bischofswerda (ca. 6 km), Wilthen (ca. 13 km) und die  Kreisstadt Bautzen (ca. 17 km). Die sächsische Landeshauptstadt Dresden liegt etwa 40 km entfernt.
|             | Klosterberg                                 |                 |
| Schmölln/OL | Kompassrose, die auf Nachbargemeinden zeigt | Tröbigauer Berg |
|             | Tröbigau                                    |                 |

## Geschichte
In Neuschmölln befindet sich ein altes Rittergut, welches 1720 von dem adligen Gottlieb von Staupitz gegründet worden war und als Ursprung des Ortes gilt. Aus diesem Grunde wird der Ort noch heute von seinen Einwohnern und Menschen aus der näheren Umgebung selten mit seinem eigentlichen Namen, sondern hauptsächlich als Staupitz (oder oberlausitzisch zusammengeschliffen Staubz) bezeichnet.
Seit 1839 bestand die Ansiedlung aus einer politischen und einer Gutsgemeinde, die 1922 zusammengeschlossen wurden. Im folgenden Jahr wurde sie nach Schmölln eingemeindet. 1936 wurde eine aus 18 Häusern bestehende Arbeitersiedlung erbaut, deren Anlage trotz Veränderungen und Zubauten noch erkennbar ist.

## Verkehr und Infrastruktur
Neuschmölln befindet sich an der Kreisstraße K 7260 zwischen Tröbigau und Schmölln. Direkte Busverbindungen von Neuschmölln bestehen zu den Großen Kreisstädten Bautzen und Bischofswerda. 